# Klaus Schütz
Klaus Schütz (17. září 1926 Heidelberg – 29. listopadu 2012 Berlín) byl německý politik.
Pocházel z rodiny právníka, která se v roce 1936, přistěhovala do Berlína, kde absolvoval Paulsenovo gymnázium. Za druhé světové války byl v Itálii těžce raněn a jeho pravá ruka zůstala do konce života nepohyblivá. Po válce vystudoval na Humboldtově univerzitě germanistiku a historii a na Harvardu politologii. Angažoval se v levicovém studentském hnutí, zpočátku jako trockista, pak vstoupil do SPD, kde se stal blízkým spolupracovníkem Willyho Brandta. Od roku 1954 byl členem západoberlínského Senátu, od roku 1957 poslancem Bundestagu a od roku 1966 působil na Auswärtiges Amt. V říjnu 1967 byl po zabití Benno Ohnesorga donucen Heinrich Albertz odstoupit z úřadu vládnoucího starosty Západního Berlína a Schütz se stal jeho nástupcem. V letech 1967–1968 byl také předsedou Spolkové rady a v letech 1968–1977 vedl berlínskou organizaci SPD. K hlavním událostem jeho funkčního období patřily protesty krajní levice okolo organizace Sozialistischer Deutscher Studentenbund a uzavření Dohody čtyř velmocí o Berlíně v roce 1971. V roce 1975 SPD prohrála volby, Schütz se však díky koalici s FPD udržel ve funkci do 2. května 1977, kdy rezignoval v důsledku korupční aféry. V letech 1977 až 1981 zastával funkci velvyslance SRN v Izraeli, pak stál v čele stanice Deutsche Welle a Německého červeného kříže. Byl mu udělen Záslužný řád Spolkové republiky Německo a čestný doktorát Haifské univerzity. Zemřel ve věku 86 let v důsledku pneumonie.